# Partecipanti al Tour de France 2016
Elenco dei partecipanti al Tour de France 2016.
Il Tour de France 2016 fu la centotreesima edizione della corsa. Alla competizione presero parte 22 squadre, le diciotto iscritte all'UCI World Tour 2016 e le quattro squadre invitate (la Bora-Argon 18, la Cofidis, la Direct Énergie e la Fortuneo-Vital Concept, tutte di categoria UCI Professional Continental), ciascuna delle quali composta da nove corridori, per un totale di 198 ciclisti. La corsa partì il 2 luglio da Mont Saint-Michel e terminò il 24 luglio sugli Champs-Élysées, a Parigi, dove tagliarono il traguardo 174 corridori.

## Corridori per squadra
Nota: R ritirato, NP non partito, FT fuori tempo, SQ squalificato 
| Team Sky                | Team Sky                 | Team Sky                | Cannondale-Drapac Pro Cycling Team | Cannondale-Drapac Pro Cycling Team | Cannondale-Drapac Pro Cycling Team | Lotto-Soudal            | Lotto-Soudal            | Lotto-Soudal            |
| ----------------------- | ------------------------ | ----------------------- | ---------------------------------- | ---------------------------------- | ---------------------------------- | ----------------------- | ----------------------- | ----------------------- |
| 1                       | Christopher Froome       | 1º                      | 81                                 | Pierre Rolland                     | 16º                                | 161                     | André Greipel (Lin.)    | 133º                    |
| 2                       | Sergio Henao             | 12º                     | 82                                 | Matti Breschel                     | R 14ª                              | 162                     | Lars Bak                | 173º                    |
| 3                       | Vasil' Kiryenka (Cr.)    | 103º                    | 83                                 | Lawson Craddock                    | 124º                               | 163                     | Thomas De Gendt         | 40º                     |
| 4                       | Mikel Landa              | 35º                     | 84                                 | Alex Howes                         | 131º                               | 164                     | Jens Debusschere        | NP 15ª                  |
| 5                       | Mikel Nieve              | 17º                     | 85                                 | Kristijan Koren                    | 152º                               | 165                     | Tony Gallopin           | 71º                     |
| 6                       | Wout Poels               | 28º                     | 86                                 | Sebastian Langeveld                | R 10ª                              | 166                     | Adam Hansen             | 100º                    |
| 7                       | Luke Rowe                | 151º                    | 87                                 | Ramūnas Navardauskas (Lin.)        | 134º                               | 167                     | Greg Henderson          | 155º                    |
| 8                       | Ian Stannard             | 161º                    | 88                                 | Tom-Jelte Slagter                  | 82º                                | 168                     | Jürgen Roelandts        | 126º                    |
| 9                       | Geraint Thomas           | 15º                     | 89                                 | Dylan van Baarle                   | 91º                                | 169                     | Marcel Sieberg          | 169º                    |
| D.S.: Nicolas Portal    | D.S.: Nicolas Portal     | D.S.: Nicolas Portal    | D.S.: Charles Wegelius             | D.S.: Charles Wegelius             | D.S.: Charles Wegelius             | D.S.: Herman Frison     | D.S.: Herman Frison     | D.S.: Herman Frison     |
| Movistar Team           | Movistar Team            | Movistar Team           | BMC Racing Team                    | BMC Racing Team                    | BMC Racing Team                    | Direct Énergie          | Direct Énergie          | Direct Énergie          |
| 11                      | Nairo Quintana           | 3º                      | 91                                 | Richie Porte                       | 5º                                 | 171                     | Bryan Coquard           | 113º                    |
| 12                      | Alejandro Valverde       | 6º                      | 92                                 | Brent Bookwalter                   | 117º                               | 172                     | Sylvain Chavanel        | 43º                     |
| 13                      | Winner Anacona           | 69º                     | 93                                 | Marcus Burghardt                   | 89º                                | 173                     | Antoine Duchesne        | 107º                    |
| 14                      | Imanol Erviti            | 108º                    | 94                                 | Damiano Caruso                     | 22º                                | 174                     | Yohann Gène             | 158º                    |
| 15                      | Jesús Herrada            | R 15ª                   | 95                                 | Rohan Dennis (Cr.)                 | NP 17ª                             | 175                     | Fabrice Jeandesboz      | 60º                     |
| 16                      | Gorka Izagirre           | R 17ª                   | 96                                 | Amaël Moinard                      | 45º                                | 176                     | Adrien Petit            | 164º                    |
| 17                      | Jon Izagirre (Cr.)       | 47º                     | 97                                 | Michael Schär                      | 76º                                | 177                     | Romain Sicard           | 81º                     |
| 18                      | Daniel Moreno            | 31º                     | 98                                 | Greg Van Avermaet                  | 44º                                | 178                     | Angélo Tulik            | R 12ª                   |
| 19                      | Nélson Oliveira (Cr.)    | 80º                     | 99                                 | Tejay van Garderen                 | 29º                                | 179                     | Thomas Voeckler         | 79º                     |
| D.S.: José Luis Arrieta | D.S.: José Luis Arrieta  | D.S.: José Luis Arrieta | D.S.: Yvon Ledanois                | D.S.: Yvon Ledanois                | D.S.: Yvon Ledanois                | D.S.: Jimmy Engoulvent  | D.S.: Jimmy Engoulvent  | D.S.: Jimmy Engoulvent  |
| Astana Pro Team         | Astana Pro Team          | Astana Pro Team         | Team Dimension Data                | Team Dimension Data                | Team Dimension Data                | Etixx-Quick Step        | Etixx-Quick Step        | Etixx-Quick Step        |
| 21                      | Fabio Aru                | 13º                     | 101                                | Mark Cavendish                     | NP 17ª                             | 181                     | Marcel Kittel           | 166º                    |
| 22                      | Vincenzo Nibali          | 30º                     | 102                                | Natnael Berhane                    | 125º                               | 182                     | Julian Alaphilippe      | 41º                     |
| 23                      | Jakob Fuglsang           | 52º                     | 103                                | Edvald Boasson Hagen (Cr./Lin.)    | 109º                               | 183                     | Iljo Keisse             | 139º                    |
| 24                      | Andrij Hrivko            | 86º                     | 104                                | Steve Cummings                     | 140º                               | 184                     | Daniel Martin           | 9º                      |
| 25                      | Tanel Kangert            | 26º                     | 105                                | Bernhard Eisel                     | 171º                               | 185                     | Tony Martin (Cr.)       | R 21ª                   |
| 26                      | Aleksej Lucenko          | 62º                     | 106                                | Reinardt Janse van Rensburg        | 115º                               | 186                     | Maximiliano Richeze     | 144º                    |
| 27                      | Diego Rosa               | 37º                     | 107                                | Serge Pauwels                      | 42º                                | 187                     | Fabio Sabatini          | 150º                    |
| 28                      | Luis León Sánchez        | 48º                     | 108                                | Mark Renshaw                       | R 9ª                               | 188                     | Petr Vakoč              | 118º                    |
| 29                      | Paolo Tiralongo          | 74º                     | 109                                | Daniel Teklehaimanot (Cr./Lin.)    | 85º                                | 189                     | Julien Vermote          | 114º                    |
| D.S.: Dmitrij Fofonov   | D.S.: Dmitrij Fofonov    | D.S.: Dmitrij Fofonov   | D.S.: Roger Hammond                | D.S.: Roger Hammond                | D.S.: Roger Hammond                | D.S.: Tom Steels        | D.S.: Tom Steels        | D.S.: Tom Steels        |
| Tinkoff                 | Tinkoff                  | Tinkoff                 | Team Giant-Alpecin                 | Team Giant-Alpecin                 | Team Giant-Alpecin                 | Cofidis                 | Cofidis                 | Cofidis                 |
| 31                      | Alberto Contador         | R 9ª                    | 111                                | Warren Barguil                     | 23º                                | 191                     | Daniel Navarro          | R 19ª                   |
| 32                      | Peter Sagan (Lin.)       | 95º                     | 112                                | Roy Curvers                        | 122º                               | 192                     | Borut Božič             | R 17ª                   |
| 33                      | Maciej Bodnar (Cr.)      | 159º                    | 113                                | John Degenkolb                     | 148º                               | 193                     | Jérôme Cousin           | 121º                    |
| 34                      | Oscar Gatto              | 156º                    | 114                                | Tom Dumoulin (Cr.)                 | R 19ª                              | 194                     | Nicolas Edet            | 106º                    |
| 35                      | Robert Kišerlovski       | 58º                     | 115                                | Simon Geschke                      | 66º                                | 195                     | Arnold Jeannesson       | 87º                     |
| 36                      | Roman Kreuziger (Lin.)   | 10º                     | 116                                | Georg Preidler                     | 56º                                | 196                     | Christophe Laporte      | 157º                    |
| 37                      | Rafał Majka (Lin.)       | 27º                     | 117                                | Ramon Sinkeldam                    | 143º                               | 197                     | Cyril Lemoine           | 137º                    |
| 38                      | Matteo Tosatto           | 145º                    | 118                                | Laurens ten Dam                    | 73º                                | 198                     | Luis Ángel Maté         | 55º                     |
| 39                      | Michael Valgren          | 77º                     | 119                                | Albert Timmer                      | 153º                               | 199                     | Geoffrey Soupe          | 142º                    |
| D.S.: Steven de Jongh   | D.S.: Steven de Jongh    | D.S.: Steven de Jongh   | D.S.: Marc Reef                    | D.S.: Marc Reef                    | D.S.: Marc Reef                    | D.S.: Didier Rous       | D.S.: Didier Rous       | D.S.: Didier Rous       |
| AG2R La Mondiale        | AG2R La Mondiale         | AG2R La Mondiale        | FDJ                                | FDJ                                | FDJ                                | Orica-BikeExchange      | Orica-BikeExchange      | Orica-BikeExchange      |
| 41                      | Romain Bardet            | 2º                      | 121                                | Thibaut Pinot (Cr.)                | NP 13ª                             | 201                     | Simon Gerrans           | NP 13ª                  |
| 42                      | Jan Bakelants            | 50º                     | 122                                | William Bonnet                     | 127º                               | 202                     | Michael Albasini        | 132º                    |
| 43                      | Mikaël Cherel            | 57º                     | 123                                | Matthieu Ladagnous                 | R 9ª                               | 203                     | Luke Durbridge          | 112º                    |
| 44                      | Samuel Dumoulin          | 130º                    | 124                                | Steve Morabito                     | 36º                                | 204                     | Mathew Hayman           | 135º                    |
| 45                      | Ben Gastauer             | 61º                     | 125                                | Cédric Pineau                      | R 9ª                               | 205                     | Daryl Impey (Cr.)       | 38º                     |
| 46                      | Cyril Gautier            | 68º                     | 126                                | Sébastien Reichenbach              | 14º                                | 206                     | Christopher Juul Jensen | 119º                    |
| 47                      | Alexis Gougeard          | 147º                    | 127                                | Anthony Roux                       | 63º                                | 207                     | Michael Matthews        | 110º                    |
| 48                      | Domenico Pozzovivo       | 33º                     | 128                                | Jérémy Roy                         | 96º                                | 208                     | Rubén Plaza             | 72º                     |
| 49                      | Alexis Vuillermoz        | 20º                     | 129                                | Arthur Vichot (Lin.)               | 78º                                | 209                     | Adam Yates              | 4º                      |
| D.S.: Julien Jurdie     | D.S.: Julien Jurdie      | D.S.: Julien Jurdie     | D.S.: Yvon Madiot                  | D.S.: Yvon Madiot                  | D.S.: Yvon Madiot                  | D.S.: Matthew White     | D.S.: Matthew White     | D.S.: Matthew White     |
| Team Lotto NL-Jumbo     | Team Lotto NL-Jumbo      | Team Lotto NL-Jumbo     | Bora-Argon 18                      | Bora-Argon 18                      | Bora-Argon 18                      | Fortuneo-Vital Concept  | Fortuneo-Vital Concept  | Fortuneo-Vital Concept  |
| 51                      | Wilco Kelderman          | 32º                     | 131                                | Emanuel Buchmann                   | 21º                                | 211                     | Eduardo Sepúlveda       | 59º                     |
| 52                      | George Bennett           | 53º                     | 132                                | Shane Archbold                     | NP 18ª                             | 212                     | Vegard Breen            | 167º                    |
| 53                      | Dylan Groenewegen (Lin.) | 160º                    | 133                                | Jan Bárta                          | 88º                                | 213                     | Anthony Delaplace       | 90º                     |
| 54                      | Bert-Jan Lindeman        | 94º                     | 134                                | Cesare Benedetti                   | 128º                               | 214                     | Brice Feillu            | 70º                     |
| 55                      | Paul Martens             | 98º                     | 135                                | Sam Bennett                        | 174º                               | 215                     | Armindo Fonseca         | 146º                    |
| 56                      | Timo Roosen              | 111º                    | 136                                | Bartosz Huzarski                   | 39º                                | 216                     | Daniel McLay            | 170º                    |
| 57                      | Sep Vanmarcke            | 104º                    | 137                                | Patrick Konrad                     | 65º                                | 217                     | Pierre-Luc Périchon     | 93º                     |
| 58                      | Robert Wagner            | 163º                    | 138                                | Andreas Schillinger                | 154º                               | 218                     | Chris Anker Sørensen    | 84º                     |
| 59                      | Maarten Wynants          | 138º                    | 139                                | Paul Voss                          | 101º                               | 219                     | Florian Vachon          | 105º                    |
| D.S.: Merijn Zeeman     | D.S.: Merijn Zeeman      | D.S.: Merijn Zeeman     | D.S.: Enrico Poitschke             | D.S.: Enrico Poitschke             | D.S.: Enrico Poitschke             | D.S.: Sébastien Hinault | D.S.: Sébastien Hinault | D.S.: Sébastien Hinault |
| Trek-Segafredo          | Trek-Segafredo           | Trek-Segafredo          | Team Katusha                       | Team Katusha                       | Team Katusha                       |                         |                         |                         |
| 61                      | Bauke Mollema            | 11º                     | 141                                | Joaquim Rodríguez                  | 7º                                 |                         |                         |                         |
| 62                      | Fabian Cancellara (Cr.)  | NP 18ª                  | 142                                | Jacopo Guarnieri                   | 165º                               |                         |                         |                         |
| 63                      | Markel Irizar            | 120º                    | 143                                | Marco Haller                       | 162º                               |                         |                         |                         |
| 64                      | Grégory Rast             | 123º                    | 144                                | Alexander Kristoff                 | 149º                               |                         |                         |                         |
| 65                      | Fränk Schleck            | 34º                     | 145                                | Alberto Losada                     | 67º                                |                         |                         |                         |
| 66                      | Peter Stetina            | 46º                     | 146                                | Michael Mørkøv                     | R 8ª                               |                         |                         |                         |
| 67                      | Jasper Stuyven           | 99º                     | 147                                | Jurgen Van Den Broeck              | NP 12ª                             |                         |                         |                         |
| 68                      | Edward Theuns            | R 13ª                   | 148                                | Ángel Vicioso                      | 129º                               |                         |                         |                         |
| 69                      | Haimar Zubeldia          | 24º                     | 149                                | Il'nur Zakarin                     | 25º                                |                         |                         |                         |
| D.S.: Valerio Piva      | D.S.: Valerio Piva       | D.S.: Valerio Piva      | D.S.: José Azevedo                 | D.S.: José Azevedo                 | D.S.: José Azevedo                 |                         |                         |                         |
| IAM Cycling             | IAM Cycling              | IAM Cycling             | Lampre-Merida                      | Lampre-Merida                      | Lampre-Merida                      |                         |                         |                         |
| 71                      | Mathias Frank            | R 14ª                   | 151                                | Rui Costa                          | 49º                                |                         |                         |                         |
| 72                      | Stef Clement             | 18º                     | 152                                | Yukiya Arashiro                    | 116º                               |                         |                         |                         |
| 73                      | Jérôme Coppel            | 75º                     | 153                                | Matteo Bono                        | 136º                               |                         |                         |                         |
| 74                      | Martin Elmiger           | 64º                     | 154                                | Davide Cimolai                     | 168º                               |                         |                         |                         |
| 75                      | Sondre Holst Enger       | 141º                    | 155                                | Kristijan Đurasek                  | 51º                                |                         |                         |                         |
| 76                      | Reto Hollenstein         | 97º                     | 156                                | Tsgabu Grmay                       | 92º                                |                         |                         |                         |
| 77                      | Leigh Howard             | 172º                    | 157                                | Louis Meintjes                     | 8º                                 |                         |                         |                         |
| 78                      | Oliver Naesen            | 83º                     | 158                                | Luka Pibernik                      | 102º                               |                         |                         |                         |
| 79                      | Jarlinson Pantano        | 19º                     | 159                                | Jan Polanc                         | 54º                                |                         |                         |                         |
| D.S.: Kjell Carlström   | D.S.: Kjell Carlström    | D.S.: Kjell Carlström   | D.S.: Philippe Mauduit             | D.S.: Philippe Mauduit             | D.S.: Philippe Mauduit             |                         |                         |                         |

## Ciclisti per nazione
Le nazionalità rappresentate nella manifestazione sono 35; in tabella il numero dei ciclisti suddivisi per la propria nazione di appartenenza:
| Numero ciclisti | Nazione                                                                                            |
| --------------- | -------------------------------------------------------------------------------------------------- |
| 38              | Francia                                                                                            |
| 18              | Spagna                                                                                             |
| 15              | Paesi Bassi                                                                                        |
| 14              | Belgio                                                                                             |
| 13              | Italia                                                                                             |
| 12              | Germania                                                                                           |
| 10              | Australia                                                                                          |
| 9               | Svizzera                                                                                           |
| 8               | Regno Unito                                                                                        |
| 7               | Danimarca                                                                                          |
| 5               | Stati Uniti                                                                                        |
| 4               | Colombia, Austria, Norvegia, Slovenia                                                              |
| 3               | Nuova Zelanda, Polonia, Rep. Ceca, Sudafrica                                                       |
| 2               | Argentina, Eritrea, Irlanda, Croazia, Lussemburgo, Portogallo                                      |
| 1               | Canada, Estonia, Etiopia, Giappone, Kazakistan, Lettonia, Ucraina, Russia, Slovacchia, Bielorussia |